# Террівілл (Нью-Йорк)
Террівілл (англ. Terryville) — переписна місцевість (CDP) в США, в окрузі Саффолк штату Нью-Йорк. Населення — 11 472 особи (2020).

## Географія
Террівілл розташований за координатами 40°54′32″ пн. ш. 73°2′57″ зх. д. / 40.90889° пн. ш. 73.04917° зх. д. (40.908995, -73.049132).  За даними Бюро перепису населення США в 2010 році переписна місцевість мала площу 8,32 км², уся площа — суходіл.

## Демографія
Згідно з переписом 2010 року, у переписній місцевості мешкало 11 849 осіб у 3827 домогосподарствах у складі 2973 родин. Густота населення становила 1424 особи/км².  Було 3971 помешкання (477/км²).
Расовий склад населення:
| - 87,0 % — білих - 3,2 % — азіатів - 2,6 % — чорних або афроамериканців - 0,4 % — корінних американців - 4,9 % — осіб інших рас |

До двох чи більше рас належало 1,9 %. Частка іспаномовних становила 15,5 % від усіх жителів.
За віковим діапазоном населення розподілялося таким чином: 25,9 % — особи молодші 18 років, 60,6 % — особи у віці 18—64 років, 13,5 % — особи у віці 65 років та старші. Медіана віку мешканця становила 38,5 року. На 100 осіб жіночої статі у переписній місцевості припадало 93,5 чоловіків;  на 100 жінок у віці від 18 років та старших — 92,4 чоловіків також старших 18 років.
Середній дохід на одне домашнє господарство  становив 103 795 доларів США (медіана — 92 567), а середній дохід на одну сім'ю — 115 156 доларів (медіана — 109 172). Медіана доходів становила 71 152 долари для чоловіків та 42 239 доларів для жінок. За межею бідності перебувало 9,0 % осіб, у тому числі 16,9 % дітей у віці до 18 років та 4,5 % осіб у віці 65 років та старших.
Цивільне працевлаштоване населення становило 6161 особа. Основні галузі зайнятості: освіта, охорона здоров'я та соціальна допомога — 28,2 %, роздрібна торгівля — 15,2 %, мистецтво, розваги та відпочинок — 8,9 %, науковці, спеціалісти, менеджери — 8,7 %.